# Андреев, Вячеслав Михайлович
Вячеслав Михайлович Андреев (род. 18 сентября 1941 года, Астрахань) — советский и российский физик, специалист в области возобновляемой (солнечной) энергетики, член-корреспондент РАН (2016). Лауреат Ленинской премии.

## Биография
Заведующий лабораторией фотоэлектрических преобразователей Физико-технического института имени А. Ф. Иоффе РАН.
Доктор технических наук, профессор.
Специалист в области солнечной фотоэнергетики.
Профессор кафедры оптоэлектроники Санкт-Петербургского государственного электротехнического университета.
Автор более 425 научных работ, из них 4 монографий и 120 авторских свидетельств и патентов.
Основные научные результаты:
- выполнен комплекс пионерских исследований в области технологии и физики полупроводниковых приборов с гетеропереходами для возобновляемой энергетики;
- созданы высокоэффективные гетероструктурные фотоэлектрические преобразователи солнечного излучения для наземной и космической солнечной фотоэнергетики;
- разработаны и созданы гетероструктурные солнечные элементы с эффективностью и радиационной стойкостью, существенно превышающими параметры традиционных фотопреобразователей и заложившими основу производства современных космических солнечных батарей с увеличенными энергосъемом и ресурсом работы;
- разработаны и созданы высокоэффективные наземные солнечные энергоустановки, обеспечивающие существенное увеличение КПД фотоэлектрического преобразования 1000-кратно концентрированного солнечного излучения, уменьшение площади фотопреобразователей пропорционально кратности концентрирования и, как следствие этого, снижение стоимости «солнечной» электроэнергии до стоимости сетевого электричества.

Под его руководством были защищены 3 докторские и 31 кандидатские диссертации.
Председатель секции «Фотоэлектрическое преобразование энергии» Научного совета РАН по проблеме «Методы прямого преобразования видов энергии».

## Награды
- Государственная премия СССР в области науки и техники (в составе группы, за 1986 год) — за разработку и внедрение в народное хозяйство приборов некогерентной оптоэлектроники
- Ленинская премия (в составе группы, за 1972 год) — за фундаментальные исследования гетеропереходов в полупроводниках и создание новых приборов на их основе
- Премия имени А. Ф. Иоффе (совместно с Ж. И. Алферовым, В. Д. Румянцевым, за 1996 год) — за цикл работ «Фотоэлектрические преобразователи солнечного излучения на основе гетероструктур»
- Заслуженный деятель науки Российской Федерации (2009)[2]
- Премия имени А.С. Попова Правительства Санкт-Петербурга (2007) — за разработку физических принципов и реализацию фотоэлектрических преобразователей концентрированного солнечного излучения[3]
- Беккерелевская премия, премия фонда А. Гумбольдта, медаль и премия Карла Бёра

## Звания
2015 — член-корреспондент Королевской Инженерной академии Испании

## Из библиографии
- Жидкостная эпитаксия в технологии полупроводниковых приборов / В. М. Андреев, Л. М. Долгинов, Д. Н. Третьяков ; Под ред. чл.-кор. АН СССР Ж. И. Алфёрова. — Москва : Совет. радио, 1975. — 328 с. : черт.
- Фотоэлектрическое преобразование концентрированного солнечного излучения / В. М. Андреев, В. А. Грилихес, В. Д. Румянцев; Отв. ред. Ж. И. Алфёров; АН СССР, Отд-ние общ. физики и астрономии, Физ.-техн. ин-т им. А. Ф. Иоффе. — Л. : Наука : Ленингр. отд-ние, 1989. — 308,[1] с. : ил.; 22 см; ISBN 5-02-024384-1